# 石應嵩
石應嵩（1581年—1618年），字兆甫，號澹寧，雲南永昌衛籍直隸丹陽縣人，明朝政治人物。

## 生平
庚子雲南鄉試第三十八名舉人，萬曆三十八年（1610年）庚戌科會試一百四十八名，第三甲第六十三名進士。兵部觀政，授湖廣荊州府江陵縣知縣，四十年本省同考，萬曆四十一年（1613年）調河南濟源縣，萬曆四十三年（1615年）調靈寶縣，次年陞南京兵部武庫司主事。萬曆四十六年（1618年）卒。

## 家族
曾祖石仲禮，鄉賓，贈承德郎；祖石雷，丙午亞元，封承直大夫，崇祀鄉賢；父石元麟，甲戌進士，奉政大夫，南京刑部郎中；母劉氏（封宜人）。嚴侍下。弟應恒；應崑；應華；應岷（乙卯舉人）；應玄；應泰；應崙，俱生员。
子順祖（生員）；顯祖（生員）；廣祖；慶祖；侍祖；壽祖。